# Hitman: Contracts
Hitman: Contracts (укр. Хітмен: Контракти) — відеогра в жанрі симулятора вбивці, що поєднує жанри стелс (жанр відеоігор), TPS та FPS. «Hitman: Contracts» розроблена данською компанією IO Interactive і є третьою грою серії «Hitman». Гра була видана Eidos Interactive 21 квітня 2004 у відеоіграх року в Північній Америці, 30 квітня в Європі, і 14 жовтня в Японії для платформ ПК (Windows), PlayStation 2 і Xbox. Головним героєм гри, як і всієї серії, є Агент 47. Станом на квітень 2009 року гра була продана тиражем близько 2 мільйонів примірників. HD версії Contracts та його попередника і наступника Silent Assassin і Blood Money вийшли на PlayStation 3 і Xbox 360 в січні 2013 року як Hitman HD Trilogy.
Сюжет гри починається з того моменту, як стікаючий кров'ю Агент 47 вривається в один із номерів невідомого паризького готелю. Час від часу втрачаючи свідомість від слабкості, у своїх мареннях він згадує про свої минулі вчинки. Кожний спогад являє собою окрему ігрову місію, яку необхідно пройти гравцеві.

## Нововведення
«Показник підозри» був поліпшений і став менш чутливим, на відміну від Silent Assassin. Вороги тепер практично не впізнають переодягненого в чужий костюм 47, якщо тільки він не буде здійснювати неприпустимих дій, як наприклад довго стояти прямо перед охоронцем, або ходити зі зброєю в руці. У гравця з'явилося ще більше можливостей для усунення цілі місії. Звичайним справою стало використання підручних засобів: наприклад, в одній з місій можна задушити ціль подушкою.
Стиль гри став значно похмуріший, ніж у минулих іграх серії. Дія в основному розвивається туманною чи дощовою ніччю, з присутністю легкого нуару. Локації варіюються від готичного маєтку і м'ясокомбінату (у якому проходить БДСМ-вечірка) до сплячих мегаполісів Гонконга. Шість рівнів з дванадцяти — ремейки місій Codename 47. Цей хід був виправданий обраною темою спогадів 47, але був негативно прийнятий багатьма гравцями.
Для гри використовувався все той же рушій Glacier engine, що і для минулих частин, але трохи поліпшений. З'явилася підтримка дзеркальних поверхонь і нова шейдерна технологія. У грі активно використовуються пост-фільтри для підкреслення темної атмосфери гри. Пост-фільтри змінюють колірну гаму зображення залежно від місця, в якому опинився гравець.

## Сюжет
Мисливець став жертвою. Поранений Агент 47 біжить від переслідування і вривається в кімнату невідомого готелю десь у Парижі. 47, періодично втрачаючи свідомість, починає згадувати свої минулі виконані контракти. Подумки Хітман повертається в те місце, де він народився, де навчився вбивати і де перший раз йому довелося задуматися про свою роль у цьому світі. Після довгих мук від поранення в живіт сорок сьомий повернувся в реальність. У реальність, де його взяли в щільне кільце поліцейські, які прибули на місце зі всього Парижа. Він дізнається, що у нього є замовлення на інспектора Альбера Фурньє, який знаходиться в їхньому числі.

### Відвідувані місця
- Румунія, Бухарест («Asylum Aftermath» — перша місія і « The Meat King's Party» — друга)
- Росія, Камчатка («The Bjarkhov Bomb» — третя місія)
- Велика Британія («Beldingford Manor» — четверта місія)
- Нідерланди, Роттердам, Хук-ван-Холланд (« Rendezvous in Rotterdam» — п'ята місія і «Deadly Cargo» — шоста)
- Угорщина, Будапешт (« Traditions of the Trade» — сьома місія)
- Гонконг, Цзюлун («'Slaying a Dragon» — восьма, «The Wang Fou Incident» — дев'ята, «' The Seafood Massacre» — десята і «Lee Hong Assassination» — одинадцята місії)
- Франція, Париж («Hunter and Hunted» — остання, дванадцята місія)

## Зв'язок зHitman: Blood Money
У наступній частині серії — Hitman: Blood Money, після виконання місії «Завіса опущена», в якій 47 вбиває актора і посла США в Паризькій опері, 47 іде з місця злочину, але його помічає французький поліцейський на іншій стороні вулиці і витягує з кобури пістолет. Примітно, що пістолет поліцейського це Кольт M1911, пістолет який використовують члени Франчайз, головні конкуренти в Hitman: Blood Money, так що цілком ймовірно, що поліцейський — переодягнений кілер з цієї організації. У Blood Money сцена на цьому закінчується, але цілком імовірно, що саме цим поліцейським 47 був серйозно поранений і змушений сховатися в готелі. У місії «Пульсу немає» у грі Hitman: Blood Money Діана вітає 47 і каже, що «рада чути його повністю видужалим» (після поранень в Парижі). Хронологічно події Contracts відбувалися саме між «Завіса опущена» та «Пульсу немає». Коли поліція штурмує готель в останній місії, у 47 три цілі — шеф поліції, актор і посол, проте актор і посол вже вбиті. Це Альваро д'Альваде і Річард Делаханті з Blood Money, хоча у д'Альваде в Contracts інше ім'я (ймовірно, через провал у пам'яті після поранення).

## Великодні яйця
У місії «Traditions of the Trade» у правому крилі готелю, яке закрила поліція, можна знайти багато слідів крові та побачити привид. У місії «The Seafood Massacre» в одному з підвалів висять постери з Codename 47 китайською.
У головному меню, коли б'є блискавка, виблискує силует. Якщо дуже сильно збільшити гаму в спеціальному файлі HitmanContracts.ini, то можна помітити тіло доктора Орт-Меєра.
У місії № 9 можна знайти картку Орт-Маєра, якщо після завершення усієї гри знову запустити перший рівень, нею можна відчинити двері за якими ходить чоловік з кулеметом. А пройшовши з ним рівень — кулемет залишиться в інвентарі гравця назавжди.

## Оцінки
| Агрегатор  | Оцінка                                 |
| ---------- | -------------------------------------- |
| Metacritic | (PC) 74/100 (PS2) 80/100 (Xbox) 78/100 |

| Видання   | Оцінка |
| --------- | ------ |
| Eurogamer | 7/10   |
| GameSpot  | 7.6/10 |
| IGN       | 8.4/10 |